# Feminazi
Feminazi (cũng được viết là femi-nazi và Femi-Nazi, n.đ. 'nữ quyền quốc xã', được hiểu là người theo chủ nghĩa nữ quyền cấp tiến hoặc chiến binh nữ quyền) là một thuật ngữ có nghĩa xấu đối với những người theo chủ nghĩa nữ quyền. Thuật ngữ này được phổ biến bởi Rush Limbaugh, một người dẫn chương trình trò chuyện trên đài phát thanh người Mỹ theo chủ nghĩa bảo thủ chính trị.